# Bramsnæs kommun
Bramsnæs kommun (danska: Bramsnæs Kommune) var en kommun i dåvarande Roskilde amt i östra Danmark. Kommunen omfattade ett område på den södra delen av halvön Hornsherred på norra Själland och hade 9 391 invånare (2006). Tätorten Kirke Hyllinge utgjorde kommunens centralort från 1970 till 1976, därefter flyttade den kommunala administrationen till tätorten Lyndby som utgjorde centralort från 1976 till 2006.

## Administrativ historik
Bramsnæs kommun bildades i samband med kommunreformen 1970 genom en sammanslagning av de tre landskommunerna Hyllinge-Lyndby, Rye-Sonnerup och Sæby-Gershøj.
Den 1 januari 2007, som en del av kommunreformen 2007, gick Bramsnæs kommun, tillsammans med Hvalsø kommun, upp i Lejre kommun.

## Socknar
Inom Danska folkkyrkan var dåvarande Bramsnæs kommun indelad i sex socknar:
- Gershøjs socken
- Kirke Hyllinge socken
- Kirke Sonnerups socken
- Lyndby socken
- Rye socken
- Sæby socken

Socknarna ingår i Lejre prosteri i Roskilde stift.

## Borgmästare
- Hans Pedersen, 1 april 1970–31 mars 1974[2]
- Holger Waage, 1 april 1974–1988[2]
- Sander Jacobsen, 1988–31 december 1989[2]
- Svend Madsen, 1 januari 1990–31 december 1993[2]
- Carsten Rasmussen, 1 januari 1994–31 december 2001[2]
- Flemming Jensen, 1 januari 2002–31 december 2006

Denna lista hämtas från Wikidata. Informationen kan ändras där.